# Onthophagus rubens
Onthophagus rubens là một loài bọ cánh cứng trong họ Bọ hung (Scarabaeidae).